# Brácho, můžeš postrádat dva tácy?
Brácho, můžeš postrádat dva tácy? (v anglickém originále Brother, Can You Spare Two Dimes?) je 24. díl 3. řady (celkem 59.) amerického animovaného seriálu Simpsonovi. Scénář napsal John Swartzwelder a díl režíroval Rich Moore. V USA měl premiéru dne 27. srpna 1992 na stanici Fox Broadcasting Company a v Česku byl poprvé vysílán 4. března 1994 na stanici ČT1.

## Děj
Při rutinní lékařské prohlídce ve Springfieldské jaderné elektrárně se zjistí, že Homer je po vystavení radiaci neplodný. Pan Burns se obává žaloby, a proto udělí Homerovi cenu Montgomeryho Burnse za vynikající výsledky v oboru a odměnu 2 000 dolarů výměnou za podpis právního zřeknutí se odpovědnosti, které zbavuje elektrárnu veškeré odpovědnosti. Aby Homerovi namluvil, že dostává skutečnou cenu, uspořádá Burns extravagantní ceremoniál, který moderuje Joe Frazier. 
Homer plánuje koupit vibrační křeslo jako náhradu za gauč v obývacím pokoji, který Bart a Líza rozbili. Homerův nevlastní bratr Herb, jenž je po událostech v dílu Ach, rodný bratře, kde tě mám? na mizině a bez domova, se dozví o Homerově výhře a ukryje se ve vlaku do Springfieldu, kde plánuje Homera přesvědčit, aby mu půjčil peníze. Když Homera uvidí osobně, Herb ho ze vzteku nad ztrátou své společnosti udeří pěstí do obličeje. Poté, co uslyší dětský pláč, vymyslí Herb plán, jak získat zpět své bohatství – zkonstruuje zařízení, které dokáže překládat dětskou řeč do srozumitelné angličtiny, aby rodiče mohli reagovat na potřeby svých dětí. Jeho vynález má okamžitý úspěch, díky němuž opět zbohatne. 
Herb splatí Homerovu půjčku a koupí Simpsonovým několik dárků, včetně nové pračky a sušičky pro Marge, členství v NRA pro Barta a měsíčního předplatného knižního klubu pro Lízu. Herb Homerovi odpustí, že ho předtím zruinoval, a koupí mu vibrační křeslo, aby odměnil jeho víru a štědrost, a Simpsonovi použijí původní 2 000 dolarů na výměnu rozbitého gauče.

## Produkce
Díl napsal John Swartzwelder a režíroval jej Rich Moore. Důvodem pozdního vysílání 27. srpna 1992 (sezóna obvykle končí v květnu) bylo rozhodnutí stanice Fox přidat do řady další epizodu a odvysílat ji během léta, aby se stala „největší televizní stanicí“. V důsledku toho museli scenáristé, animátoři a producenti pracovat déle než obvykle, aby byli schopni dokončit dodatečnou epizodu, kterou se stal tento díl. Nápad na scény zahrnující křeslo Spinemelter 2000 vznikl tak, že si jeden ze scenáristů koupil vibrační křeslo, aby si odpočinul po dvacetihodinové práci na epizodě.
K rozhodnutí natočit další epizodu s Herbem došlo kvůli tomu, že mnoho diváků bylo nespokojeno se smutným koncem předchozí epizody Ach, rodný bratře, kde tě mám? (2. řada, 1991), v němž Homer způsobí Herbův bankrot, a tak bylo rozhodnuto, že vznikne epizoda, ve které Herb získá své jmění zpět. Původně chtěli producenti původní epizodu s Herbem zakončit Herbovou větou „Mám nápad!“, ale rozhodli se ji rozvést do plnohodnotného příběhu, z čehož vznikl díl Brácho, můžeš postrádat dva tácy? Kromě toho se producenti rozhodli, že se jim líbilo hostování Dannyho DeVita v roli Herba v dílu Ach, rodný bratře, kde tě mám?, a tak ho přivedli zpět. Člen štábu Hank Azaria poznamenal, že DeVito byl při svém druhém vystoupení v roli Herba méně nadšený: „Někteří lidé přijdou a je na nich vidět, že toho tak trochu litují. Podruhé si Danny DeVito říkal: ‚Jo, jo, jo, ať už to máme za sebou.‘. Odvedl skvělou práci, ale moc si to neužíval.“.
Částečně proto, že scenáristé měli tolik nápadů, co by Herb mohl vymyslet, byl původní scénář dílu Brácho, můžeš postrádat dva tácy? nakonec příliš dlouhý – měl 53 stran. Ve stejné době, kdy se nahrávaly hlasy, scenáristé část materiálu vystřihli. V jedné z vystřižených scén Herb běžel za vlakem, aby se zeptal, do kterého Springfieldu jede; scenáristé se však rozhodli podobnou scénu zařadit do pozdější epizody Burnsovy otcovské lapálie (8. řada, 1996). Ve scénáři byl původně vtip, který předpovídal rozpad Sovětského svazu; protože se však Sovětský svaz rozpadl již v době mezi napsáním scénáře a vysíláním dílu, byl vtip vyřazen.
V epizodě hostoval boxer Joe Frazier, který ztvárnil sám sebe. Showrunner Al Jean uvedl, že Fraziera bylo těžké nahrát, zejména to, že měl vyslovit slovo „excellence“ v názvu ceny pana Burnse. George Meyer, jenž Fraziera režíroval, poznamenal, že se mu výslovnost podařila až po téměř 20 pokusech. Původní scénář k epizodě Brácho, můžeš postrádat dva tácy? obsahoval scénu, v níž městský opilec Barney Gumble knokautoval Fraziera, který byl bývalým mistrem světa v těžké váze. Frazierův syn se však proti této scéně ohradil: „Ano, navrhl jsem, aby to změnili. Frazier byl mistr světa a mistra světa nikdo neknokautuje. Můj otec byl knokautován pouze dvakrát, a to Georgem Foremanem.“. Původně chtěli producenti, aby se místo Fraziera objevil Foreman, ale ten nebyl k dispozici.
Cena, kterou Homer obdržel, byla založena na ceně Emmy, ale místo ní byla soška Burnse. V určitém okamžiku během řady se role Todda Flanderse jako mladšího bratra prohodila; předtím byl menším z nich, ale od této epizody je starším. Simpsonovi několik let používali sérii retrospektiv, které reflektovaly scénu, v níž postava právě mluví. Například v této epizodě, když Marge mluví o pořízení nové pračky, kamera se střihne na divoce vibrující pračky. Když však Griffinovi začali napodobovat stejný styl, producenti s tímto nápadem brzy přestali. Scéna, ve které Homer Marge v posteli naříká nad tím, jak s ním Herb zachází, byla přesunuta do tohoto dílu z jiné epizody.

## Kulturní odkazy
Název epizody a do jisté míry i zápletka jsou odkazem na častý výraz „Brácho, můžeš postrádat desetník?“, písně z období Velké hospodářské krize, která byla od té doby mnohokrát nahrána umělci. Na společnost Walt Disney je odkazováno na začátku epizody, kdy bezdomovec mumlá Herbovi: „Jo, býval jsem bohatý. Vlastnil jsem masážní salony s Mickeym Mousem, pak mě ti Disneyho slizouni zavřeli.“. Zatímco Homer odpočívá v křesle Spinemelter v obchodě, vidí v hlavě obrazy, které jsou odkazem na předposlední scény filmu 2001: Vesmírná odysea. V jedné scéně Homer vzpomíná na to, jak seděl na svém starém gauči a sledoval Dallas, charitativní akci Hands Across America, pád Berlínské zdi a Gomer Pyle, U.S.M.C. Poslední scéna, kdy Herb obdarovává rodinu Simpsonových za jejich důvěru v něj, je odkazem na film Čaroděj ze země Oz, ve kterém Čaroděj obdarovává Dorotku, Lva, Strašáka a Plecháče.

## Přijetí
V původním americkém vysílání se díl umístil v týdnu od 24. do 30. srpna 1992 na 31. místě v žebříčku sledovanosti s ratingem 10,7, což odpovídá přibližně 9,76 milionu domácností. Byl to druhý nejsledovanější pořad na stanici Fox v tomto týdnu po 44. ročníku předávání cen Primetime Emmy.
Po odvysílání epizoda získala většinou pozitivní hodnocení od televizních kritiků. Autoři knihy I Can't Believe It's a Bigger and Better Updated Unofficial Simpsons Guide hodnotili epizodu kladně, zejména chválili scény zahrnující Homerovu fixaci na vibrační židle a Maggie mluvící k rodině prostřednictvím dětského překladače. David Eklid z deníku The Guardian uvedl, že díly jako Brácho, můžeš postrádat dva tácy?, Cena lásky a Šílený Homer dělají 3. řadu „v podstatě nejlepší řadou jakéhokoli televizního seriálu vůbec“. Odkaz epizody na film 2001: Vesmírná odysea byl Nathanem Ditumem z Total Filmu označen za 27. největší filmový odkaz v historii seriálu.
Herbovo opětovné objevení bylo recenzenty dílu chváleno. Nate Meyers ze serveru Digitally Obsessed uvedl, že Herb je „dokonalým sourozencem (…) Homera, přičemž obě postavy mají harmonický komediální styl, který si vzájemně dávají. Ve scénáři Johna Swartzweldera skutečně není mnoho obsahu, ale je to velká zábava se spoustou smíchu, která tento nedostatek více než vynahrazuje. Nechybí ani vtipné cameo Joea Fraziera, které seriál příjemně ozvláštňuje.“
Bill Gibron z DVD Verdictu udělil dílu Brácho, můžeš postrádat dva tácy? téměř dokonalé hodnocení 99/100 a pochválil jej za „vtipy o tom, za co by se daly peníze utratit (včetně jednoho z nejlepších kousků, které kdy v epizodě Simpsonových byly – Homera sedícího na vibračním křesle) a dobrý impuls ke znovuzavedení Herba“.
Několik kritiků DeVitův výstup pochválilo. Colin Jacobson z DVD Movie Guide uvedl, že se mu líbilo vidět, co se stalo s Herbem, „a DeVitův výkon pomáhá seriálu k většímu úspěchu; opravdu ho musí někdy přivést zpátky“. Tom Adair z The Scotsman považuje díl za klasickou epizodu seriálu, částečně kvůli DeVitovu výkonu. Gibronovi se také líbila volba DeVita jako hlasu Herba, protože je „téměř protikladem všeho, co Dan Castellaneta s Homerem hlasově předvádí“. Nate Ditum zařadil DeVitův výkon na 10. místo nejlepších hostujících vystoupení v historii seriálu.